# BET
BET(영어: Black Entertainment Television 블랙 엔터테인먼트 텔레비전[*])은 미국 워싱턴 D.C.에 본사를 둔 미국의 텔레비전 방송국이다. 아프리카계 미국인을 주요 중점으로 방송한다.1980년에 개국하였으며, 1991년 뉴욕 증권거래소에 상장했을 때 유일한 흑인 소유의 방송사였다. 2001년 바이어컴에 인수되었지만 바이어컴 휘하의 다른 채널들과는 다르게 바이어컴CBS 도메스틱 미디어 네트웍스와 분리되어 있다. 코미디, 음악, 시사등 다양한 프로그램을 방영한다. 캐나다 Bell TV에서도 송출하고 있다.

## 채널 번호
- AT&T U-verse-155번(SD), 1155번(HD)
- 버라이즌 FiOS-270번(SD), 770번(HD)
- DirecTV-329번(SD/HD), 1329번(VOD)
- Dish Network-124번(SD/HD)

## 참고 문헌
- Muhammad, Tariq K. (June 1997), “The Branding of BET”, 《Black Enterprise》 27 (11), 156–171쪽